# Ogród poetów
Ogród poetów – zbiorczy tytuł cyklu 4 obrazów namalowanych przez Vincenta van Gogha jesienią 1888, mających za temat fragment parku publicznego. Wszystkie te dzieła powstały podczas pobytu artysty w miejscowości Arles. Obraz Ogród poetów II zaginął, zachował się tylko jego szkic.
1. Obraz Ogród poetów I (hol. Plantsoen met bolvormige struik en treurboom, ang. The Poet’s Garden)[1] namalowany we wrześniu 1888, obecnie w Art Institute of Chicago w Chicago. Nr kat.: F 468, JH 1578.
2. Obraz Park miejski z parą i niebieską choinką: ogród poetów III (hol. De tuin van de dichter, ang. Public Garden with Couple and Blue Fir Tree: The Poet’s Garden III)[2] namalowany w październiku 1888, obecnie w kolekcji prywatnej; Nr kat.: F 479, JH 1601.
3. Obraz Kochankowie: ogród poetów IV (hol. Cypressenlaan met paartje, ang. The Lovers: The Poet’s Garden IV)[3] namalowany w październiku 1888. Obecna lokalizacja obrazu jest nieznana; obraz został ogłoszony przez nazistów jako „zdegenerowany” i skonfiskowany w 1937; Nr kat.: F 485, JH 1615.

## Historia i opis

### „Ogród poetów I i II”
20 lutego 1888 van Gogh przyjechał do położonego na południu Francji, w Prowansji, miasteczka Arles. W maju dzięki finansowej pomocy brata Theo wynajął położony przy placu Lamartine „Żółty Dom”, do którego wprowadził się we wrześniu tego samego roku. Z okien sypialni na piętrze miał widok na niewielki, porośnięty bujną roślinnością park publiczny, służący celom rekreacyjnym. Pierwszy z serii obrazów przedstawia południowo-wschodni fragment ogrodu wewnątrz parku, o czym świadczy widoczna w tle, wystająca ponad listowiem jasnofioletowa dzwonnica średniowiecznego kościoła św. Trofima.
W liście do brata, napisanym w połowie września 1888, Vincent tak opisywał malowany przez siebie obraz:
(...) płótno rozmiaru 30 [z widokiem] narożnika ogrodu z wierzbą płaczącą, trawą, przystrzyżonymi na okrągło krzakami cedru, z krzakiem oleandru. Tak więc jest to ten sam narożnik ogrodu, którego szkic już dostałeś w ostatniej przesyłce. Jest on jednak większy, jest na nim u góry cytrynowe niebo, poza tym kolory mają bogactwo i intensywność jesieni. Jest też na nim mocniejszy impast, gładki i gruby.
Kilkanaście dni później do kolejnego listu dołączył szkic obrazu Ogród poetów II (obecnie zaginionego), określając go jako uzupełnienie do Ogrodu poetów I:
Bardzo mi smutno, że nie możesz widzieć tego, co ja widzę. Od 7-ej rano siedzę naprzeciwko czegoś, właściwie niczego nadzwyczajnego, okrągłego krzaku cedru czy cyprysu, rosnącego na trawie. Znasz już ten krzak, kiedy dostałeś szkic tego ogrodu. Przy okazji, załączam tu raz jeszcze croquis mojego płótna rozmiaru 30. Krzak ten jest w urozmaiconej zieleni, z lekkim odcieniem brązu, trawa jest bardzo, bardzo zielona, Veronese z domieszką cytryny, niebo bardzo, bardzo niebieskie. Rząd krzaków w tle to olśniewające, szalone oleandry. Te krwiste rośliny kwitną w taki sposób, że mogłyby z pewnością dostać niezborności ruchów! Są pokryte świeżym kwieciem, a poza tym masą przywiędłych kwiatów; ich listowie też właśnie strzela nowymi pędami, najwidoczniej niewyczerpanymi. Żałobny cyprys, całkowicie czarny, stoi ponad nimi, a kilka kolorowych, niewielkich postaci właśnie przechadza się różową ścieżką. To będzie uzupełnienie do innego płótna, przedstawiającego to samo miejsce, tylko z innego kierunku widzenia, na którym cały ogród mieni się różnymi barwami zieleni pod bladym, cytrynowo-żółtym niebem. Czyż to nie jest tak, że ten ogród ma w sobie jakiś dziwny styl, który sprawia, że można sobie doskonale wyobrazić renesansowych poetów: Dantego, Petrarkę, Boccaccia, przechadzających się pomiędzy tymi krzakami na usianej kwiatami trawie?
Ten pogodny, słoneczny pejzaż stanowił pierwszy z serii czterech obrazów przeznaczonych do dekoracji sypialni Paula Gauguina, który miał wkrótce z Vincentem zamieszkać w „Żółtym Domu”. Miał też stanowić argument w dialogu z potencjalnym współpracownikiem. Obrazy z cyklu Ogród Poetów stały się wizualną manifestacją słów zawartych w listach pisanych wówczas przez van Gogha. Malowany grubym impastem obraz ukazuje przejście między latem a jesienią. Przywołując renesansowych poetów, Petrarkę i Boccaccia, van Gogh miał na myśli Gauguina i siebie:
Chciałem tylko namalować ogród w taki sposób, żeby ktoś mógł pomyśleć o pewnym starym poecie stąd (czy raczej z Avignionu) – o Petrarce i jednocześnie o nowym poecie tu mieszkającym – Gauguinie.
Widząc siebie w roli Boccaccia pracującego pod nadzorem starszego mistrza wyrażał tym samym nadzieję, że ich współpraca w planowanej kolonii artystycznej w Arles będzie przypominać współpracę dawnych poetów. Wyrazem osobistych nadziei, a zarazem obaw artysty związanych z ich przyszłą współpracą, była symbolika roślin występujących na obrazie: oleandru – oznaczającego Boccaccia i nadzieję na owocną współpracę, wierzby płaczącej – symbolizującej żałobę i opuszczenie, i cyprysu – uosabiającego śmierć i nieśmiertelność.

### „Ogród poetów III”
Idylliczny obraz przedstawia dwoje kochanków w błękicie, trzymających się za ręce cieniu dostojnego i bujnego drzewa, które ocienia ich i chroni. To drzewo jest głównym tematem obrazu – wspaniała, błękitna jodła, którą van Gogh podziwiał.
Dał temu wyraz w liście do brata:
Wyobraź sobie teraz ogromną, zielono-błękitną jodłę rozpościerającą swe poziome gałęzie ponad bardzo zielonym trawnikiem i piaskiem nakrapianym światłem i cieniem. Ten bardzo prosty zakątek ogrodu jest ożywiony przez pomarańczowy ołów pelargonii na dalszym planie, pod czarnymi gałęziami. Dwie postacie kochanków stoją w cieniu wielkiego drzewa. Rozmiar płótna – 30.
Obraz zaskakuje diagonalnym podziałem: jedna połowa niewielkiej, kameralnej przestrzeni, to w całości kolorowa roślinność, druga zaś – to piaszczysta ścieżka i spacerująca po niej para. To skośna linia ścieżki, przedłużona krawędzią konarów drzewa z lewej strony wytycza śmiały podział obrazu. Dwie postacie stojące w cieniu rzucanym na ścieżkę przez drzewo, to jedyne pionowe elementy obrazu.
Zachwycająca jest na obrazie harmonia odcieni. W panującą, niebieskawą tonację van Gogh wprowadził bogactwo zieleni i błękitów i ich jaśniejszych odcieni, rozpraszając je dla kontrastu kilkoma muśnięciami cieplejszej barwy. Ten świat błękitu i zieleni zawiera w sobie szerokie spektrum: od światła do ciemności, od barw ciepłych do zimnych, od barw intensywnych do neutralnych. Kontrasty kolorystyczne charakteryzują również ścieżkę, ciemniejszą na pierwszym planie, oświetloną w dalszej partii. Z prawdziwym mistrzostwem artysta oddał bujność drzewa, rysując jego fakturę przy pomocy szybko ciągnionych, kolorowych, skośnych i zbiegających się linii, dodatkowo uwydatniających diagonalny podział obrazu.

### „Ogród poetów IV”
Ostatni obraz cyklu van Gogh opisał w następujących słowach załączając dodatkowo szkic poglądowy:
Oto bardzo odręczny croquis mojego ostatniego płótna. Rząd zielonych cyprysów na tle różowego nieba z bladocytrynowym sierpem księżyca. Na pierwszym planie kawałek pustkowia, trochę piasku i parę ostów. Dwoje kochanków, jasnobłękitny mężczyzna w żółtym kapeluszu, kobieta ma różowy gorset i czarną koszulę. To jest czwarte płótno „Ogrodu poetów”, które jest dekoracją sypialni Gauguina.

## Symbolika
Cztery obrazy z cyklu Ogród poetów, przeznaczone były do dekoracji pokoju Gauguina i miały stanowić dla jego oczu przykład lirycznych przyjemności, jakie ma do zaoferowania południe Francji. Wszystkie one posiadają poetycki urok, który jest rzadkością w obrazach van Gogha i oferują szczególne poczucie harmonii. Nastrój przyrody idzie tu w parze z łagodnym usposobieniem spacerujących ludzi. Ludzie połączeni są w pary – innymi słowy – jako motyw dzieła stanowią jawną zachętę do lirycznych nastrojów. Ogród sam w sobie jest dostępny, swojski, oferujący ludzki kontakt poprzez swoje wypielęgnowane krzewy, przyjazne ścieżki i brak niedostępnych, agresywnych zarośli. Człowiek jest w harmonii przyrodą, jak gdyby zawsze tak było i zawsze tak miało być. Van Gogh bodaj po raz pierwszy dał upust takiemu poczuciu harmonii z egzystencją. Niewątpliwie taką pogodę ducha wywołują sugestywnie ponadczasowe sfery sztuki Gauguina. Podobny nastrój w obrazach van Gogha można przypuszczalnie wytłumaczyć jako próbę ustanowienia przez niego czegoś, co łączy jego własną sztukę i sztukę Gauguina; choć ten ostatni nie zjawił się jeszcze w Arles, to jego obecność daje się mocno odczuć w sercu i umyśle van Gogha, na jego płótnie i na palecie.